# خريف صلالة

## محافظة ظفار
تمتاز محافظة ظفار بموسم الخريف السياحي الماطر الذي يتميز بأجوائه الاستوائية الجميلة ودرجات حرارته المعتدلة، ما يجعل منها مقصدًا للزوار والسياح من داخل سلطنة عُمان وخارجها.

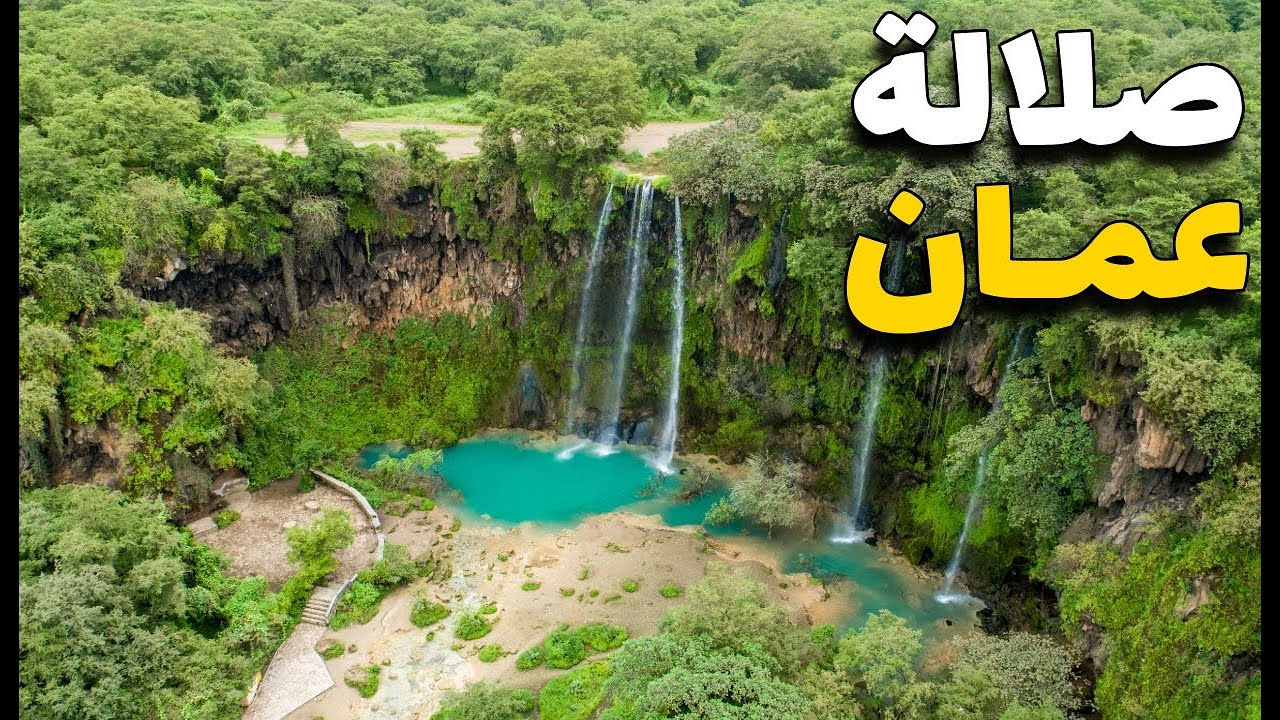
خريف صلالة

تتأثر بموسم الخريف الولايات الساحلية في محافظة ظفار، تحديدًا من ولاية ضلكوت غربًا وحتى ولاية مرباط شرقًا نتيجة هبوب الرياح الموسمية وتدفّق السحب القادمة من بحر العرب والمحيط الهندي.

## مميزات خريف صلالة
يتميز موسم الخريف بأجوائه الغائمة والممطرة بسبب كثافة السحب وانخفاض درجات الحرارة إلى أقل من 30 درجة مئوية في مدينة صلالة فيما تنخفض أكثر في المناطق الجبلية المرتفعة التي يلفها الضباب المصاحب للأمطار الخفيفة.
ويؤدي استمرار هطول الأمطار الخفيفة والرذاذ المتقطع إلى اكتساء المناطق الجبلية والسهول باللون الأخضر، ويزداد تدفّق المياه في العيون المنتشرة في أرجاء المحافظة والبالغ عددها نحو 360 عينًا دائمة وموسمية الجريان.

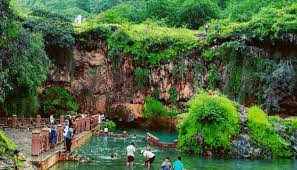
عين حرزيز من أجمل وأهم العيون في محافظة ظفار تستحق الزيارة

## أهم العيون الموجودة في ظفار
تُعد العيون المائية من المزارات السياحية الجميلة، أبرزها /رزات وحمران وجرزيز وصحلنوت/ إلى جانب العيون التي تتساقط شلالاتها إذا ازدادت كمية الأمطار خلال موسم الخريف خاصة في شهر أغسطس وأشهرها شلالات دربات وأثوم وكور وجوجب إضافة إلى شلال الحوطة بولاية رخيوت.

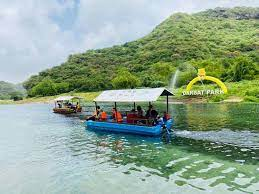
وادي دربات من أهم الوجهات السياحية التي يقصدها زوار خريف صلالة

## الفعاليات والأنشطة
تُقام فعاليات وأنشطة موسم الخريف السياحي التي تنظمها بلدية ظفار في مواقع مختلفة كالمتنزهات والحدائق وبعض المواقع الطبيعية والسياحية.

## الخدمات السياحية
تواصل المديرية العامة للتراث والسياحة بمحافظة ظفار جهودها بالتعاون مع الشركاء السياحيين من مختلف القطاعات الحكومية والخاصة لإنجاح الموسم والنهوض والارتقاء بالخدمات السياحية. تعمل المديرية العامة للتجارة والصناعة وترويج الاستثمار بمحافظة ظفار بالتعاون مع الجهات الحكومية والخاصة المعنية في المحافظة لتنسيق الأمور المتعلقة بتوفير خدمات السلع والمواد الغذائية، وتعزيز خدمات البنوك التجارية، وتعزيز كميات الوقود في المحطات ورفع كفاءة خدماتها.
من جانبها تقوم شرطة عُمان السلطانية بدور بارز في مواكبة موسم الخريف السياحي من خلال تقديم العون والمساعدة وخدمات الإرشاد والتوعية على الطرق للقادمين إلى المحافظة. وتعمل قيادة شرطة محافظة ظفار خلال الموسم السياحي على نشر الدوريات المرورية والأمنية في جميع مواقع الفعاليات والطرق المؤدية إليها، بهدف تنظيم حركة السير ومنع الكثافة المرورية. كما تقوم هيئة الدفاع المدني والإسعاف وخفر السواحل بنشر الدوريات على شواطئ البحر والعيون المنتشرة في المحافظة بهدف التوعية والتعاون مع بلاغات الغرق والحوادث التي تقع في هذه الأماكن.

## المعالم السياحية
تضم محافظة ظفار معالم سياحية طبيعية عديدة نظرًا لتنوّع تضاريسها وبيئتها المختلفة البحرية والزراعية والجبلية والصحراوية، إضافة إلى مواقع أثرية وتاريخية مدرجة ضمن قائمة التراث العالمي ومعالم حضارية وثقافية، أهمها: منتزه البليد الأثري ومتحف أرض اللبان ومجمع السلطان قابوس الشبابي للثقافة والترفيه بصلالة والحصون التاريخية بولايات رخيوت وطاقة ومرباط وسدح.
كما تشهد مراكز التسوّق والمحالّ التجارية بالمدينة تطورًا ملحوظًا، إلى جانب ما تزخر به أسواق صلالة من المنتجات والصناعات التقليدية في هذا الموسم خاصة محالّ بيع اللبان والبخور والصناعات الفضية والفخارية والحلوى العُمانية واللحوم والألبان الطازجة والمنتجات الزراعية التي تشتهر بها المحافظة. كما يتميّز سهل صلالة الزراعي بالمنتجات الزراعية المتنوعة ذات الطابع الاستوائي أشهرها النارجيل (جوز الهند) والموز والفافاي وقصب السكر، إلى جانب الخيران الجميلة والمحميات الطبيعية والثروة الحيوانية والبحرية الغنية.
يُعد مطار صلالة أحد منجزات النهضة التي أسهمت في زيادة الحركة السياحية في محافظة ظفار عبر فتح خطوط طيران محلية ودولية مباشرة خلال فترة موسم الخريف السياحي، إضافة إلى ميناء صلالة الذي يُمثّل أحد أهم بوابات سلطنة عُمان البحرية. شهد قطاع الإيواء في المحافظة تطورًا في السنوات الماضية مع زيادة في عدد الفنادق والمنتجعات السياحية إضافة إلى المراكز التجارية والحدائق والمرافق الترفيهية الأخرى.